# Гайтон, Микки
Микки Гайтон (Mickey Guyton) — американская кантри-певица. Имеет несколько номинаций на премию Грэмми. Она первая афроамериканка, чья песня «Boys» (совместно с Дином Броди) возглавила канадский кантри-чарт Canada Country.

## Биография
Родилась 17 июня 1983 года (полное имя Candace Mycale Guyton) в Арлингтоне, штат Техас, США.
Она вторая старшая из четырёх детей её матери Phyllis Ann Roddy и отца Michael Eugene Guyton. В детстве её семья переезжала по всему штату из-за того, что её отец работал инженером. Первоначально она была зачислена в местную государственную школу, но столкнулась с расовой дискриминацией со стороны других соседних семей и впоследствии была переведена в частную школу. Несмотря на это изменение, Гайтон продолжала испытывать влияние расизма, заявив в интервью 2020 года NPR, что родители её лучших друзей часто обращались к ней с расовым оскорблением.
Гайтон также начал петь в детстве и заинтересовался музыкой в возрасте около пяти лет. Она часто выступала в церковных хорах, особенно в баптистской церкви Маунт-Олив в Арлингтоне. Гайтон была вдохновлена начать певческую карьеру после того, как увидела, как Лиэнн Раймс поёт гимн «The Star-Spangled Banner» в начале игры бейсбольной команды Texas Rangers. После окончания средней школы она переехала в Лос-Анджелес, штат Калифорния, чтобы профессионально заниматься музыкой кантри во время учёбы в колледже Санта-Моники. Она изучала бизнес, а также работала на нескольких работах с минимальной заработной платой, чтобы прокормить себя. Некоторые из должностей включали работу в качестве бэк-вокалиста, в том числе пение в комедийном фильме Ника Кэннона «Underclassman» (2005).
Кроме того, она пела на демонстрационных записях и проходила прослушивание для конкурса American Idol. Прослушивание Гайтон в American Idol было прекращено незадолго до концертов для 24 лучших, и она ненадолго появилась на телевидении во время своего последнего выступления на прослушивании.

## Дискография
Дискография Микки Гайтон включает, в том числе, следующие релизы:
Студийные альбомы
- Remember Her Name (2021)
- House on Fire (2024)

## Награды и номинации
| Год  | Номинируемая работа                     | Категория                                                             | Результат | Ссылка |
| ---- | --------------------------------------- | --------------------------------------------------------------------- | --------- | ------ |
| 2015 | Annual Academy of Country Music Awards  | New Female Vocalist of the Year                                       | Номинация | [ 12 ] |
| 2020 | 63-я церемония «Грэмми»                 | Премия «Грэмми» за лучшее сольное кантри-исполнение — «Black Like Me» | Номинация | [ 13 ] |
| 2021 | Academy of Country Music Awards         | New Female Artist of the Year                                         | Номинация | [ 14 ] |
| 2021 | Annual Country Music Association Awards | New Artist of the Year                                                | Номинация | [ 2 ]  |
| 2022 | 64-я церемония «Грэмми»                 | Best Country Album — Remember Her Name                                | Номинация | [ 15 ] |
| 2022 | 64-я церемония «Грэмми»                 | Best Country Song — «Remember Her Name»                               | Номинация | [ 15 ] |
| 2022 | 64-я церемония «Грэмми»                 | Best Country Solo Performance — «Remember Her Name»                   | Номинация | [ 15 ] |